# Гипоцентр
Гипоцентр (греч. ὑπο- — под, лат. centrum — центр круга) — центральная точка очага землетрясения, точка, в которой начинается подвижка пород. В случае протяжённого очага под гипоцентром понимают точку начала вспарывания разрыва.
Проекция гипоцентра на поверхности Земли называется эпицентром землетрясения.
Глубина залегания гипоцентра обычно колеблется от нескольких километров до 700 километров. В верхней части земной коры (до 20 километров) гипоцентры появляются в результате хрупких деформаций в толще пород. В более глубоких слоях гипоцентры возникают на общем фоне преобладания пластических деформаций.